# Melanthos
Melanthos (altgriechisch Μέλανθος Mélanthos, von μελανθής melanthḗs, deutsch ‚schwarz gefärbt‘) ist in der griechischen Mythologie König von Messenien. Er war der Sohn des Neleiden Andropompos mit der Henioche, einer Nachfahrin des Admetos.
Er wurde von den Herakliden Temenos und Kresphontes vertrieben. Deshalb verließ er Pylos (s. auch „Palast des Nestor“) und kam schließlich nach Athen.
Während Melanthos in Athen war, forderte der Böotier Xanthos Thymoites, den König von Attika, zum Kampf heraus. Da dieser ablehnte, kämpfte Melanthos gegen Xanthos und besiegte ihn im Zweikampf. Danach verdrängte er Thymoites vom Thron und wurde selbst König von Attika. Diese Täuschung ist der Grund, weshalb ein Fest, das Apaturia (von altgriechisch ἀπάτη apátē, deutsch ‚Täuschung‘) hieß, in Attika gefeiert wurde.
Melanthos gilt als der Begründer der Dynastie der Melanthiden. Sein Sohn Kodros wurde nach ihm König von Attika.